# Philautus terebrans
Philautus terebrans är en groddjursart som beskrevs av Das och Shyamal Kumar Chanda 1998. Philautus terebrans ingår i släktet Philautus och familjen trädgrodor. Inga underarter finns listade i Catalogue of Life.